# 韓擢
韓 擢（かん てき、生没年不詳）は、明代の官僚。字は叔捷。恵州府博羅県の出身。

## 生涯
万暦14年（1586年）丙戌科の進士である。万暦27年（1599年）に楊維岳が漳州府知府に任じられた時、その幕僚となった。万暦30年（1602年）に方学龍を経て任用された。